# 2018年美俄峰会
2018年美俄峰会（又稱2018年赫爾辛基首腦會議）是美国总统唐纳德·特朗普以及俄罗斯总统弗拉基米尔·普京的高峰會。高峰會於2018年7月16日在赫尔辛基舉行。芬兰外交部給予該高峰會的名稱为“#HELSINKI2018”。会议由芬兰总统绍利·尼尼斯托主持。
会后和普京共同出席联合记者会时，特朗普没有承认俄罗斯干预2016年美国总统选举，这一遗漏在政坛引起轩然大波，其中包括特朗普的盟友。翌日，特朗普修改他的部分言论，表示说错是因为对“双重否定”理解错误。

## 背景

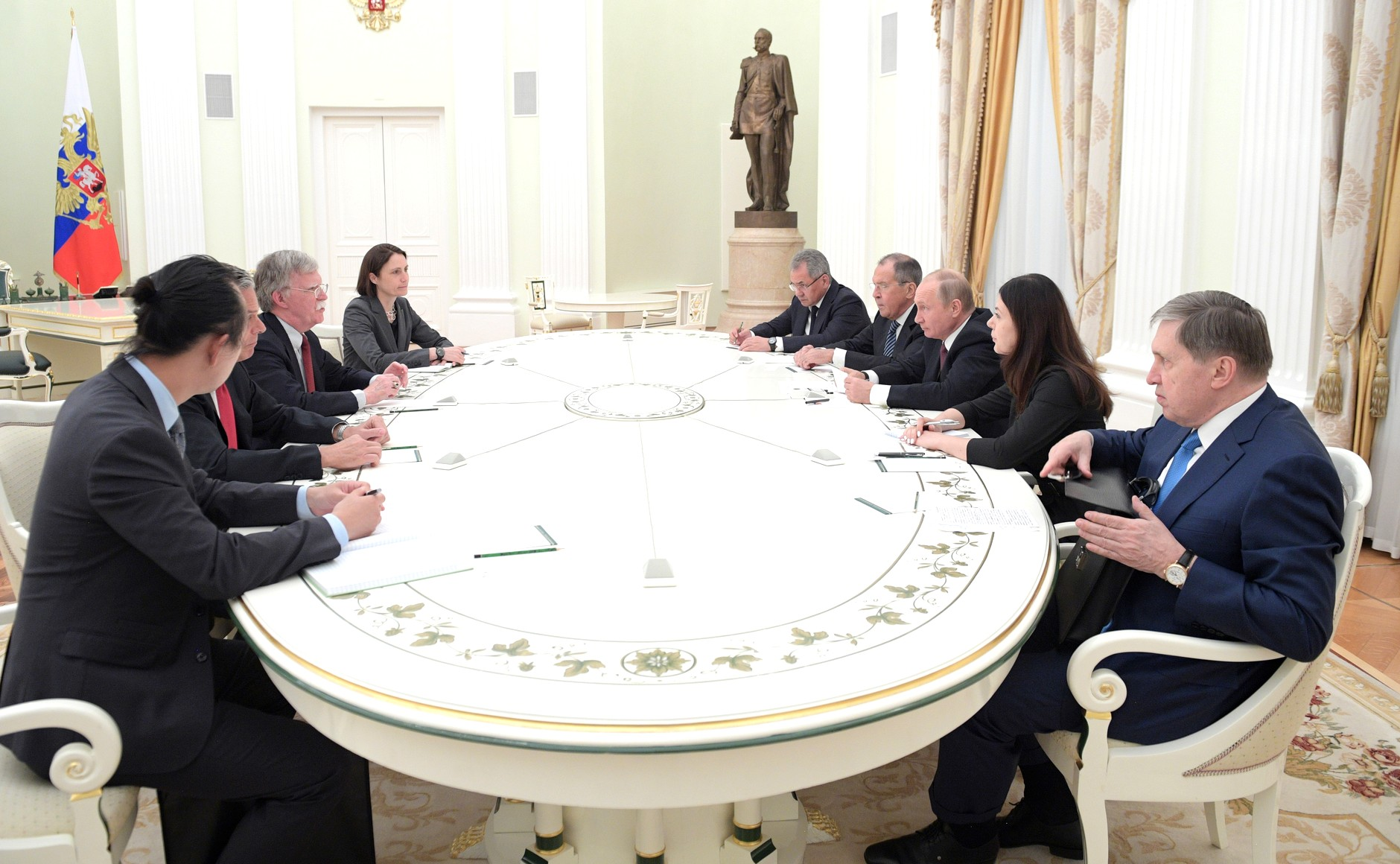
2018年6月27日，普京在莫斯科克里姆林宫会见约翰·博尔顿，商讨会议事宜。

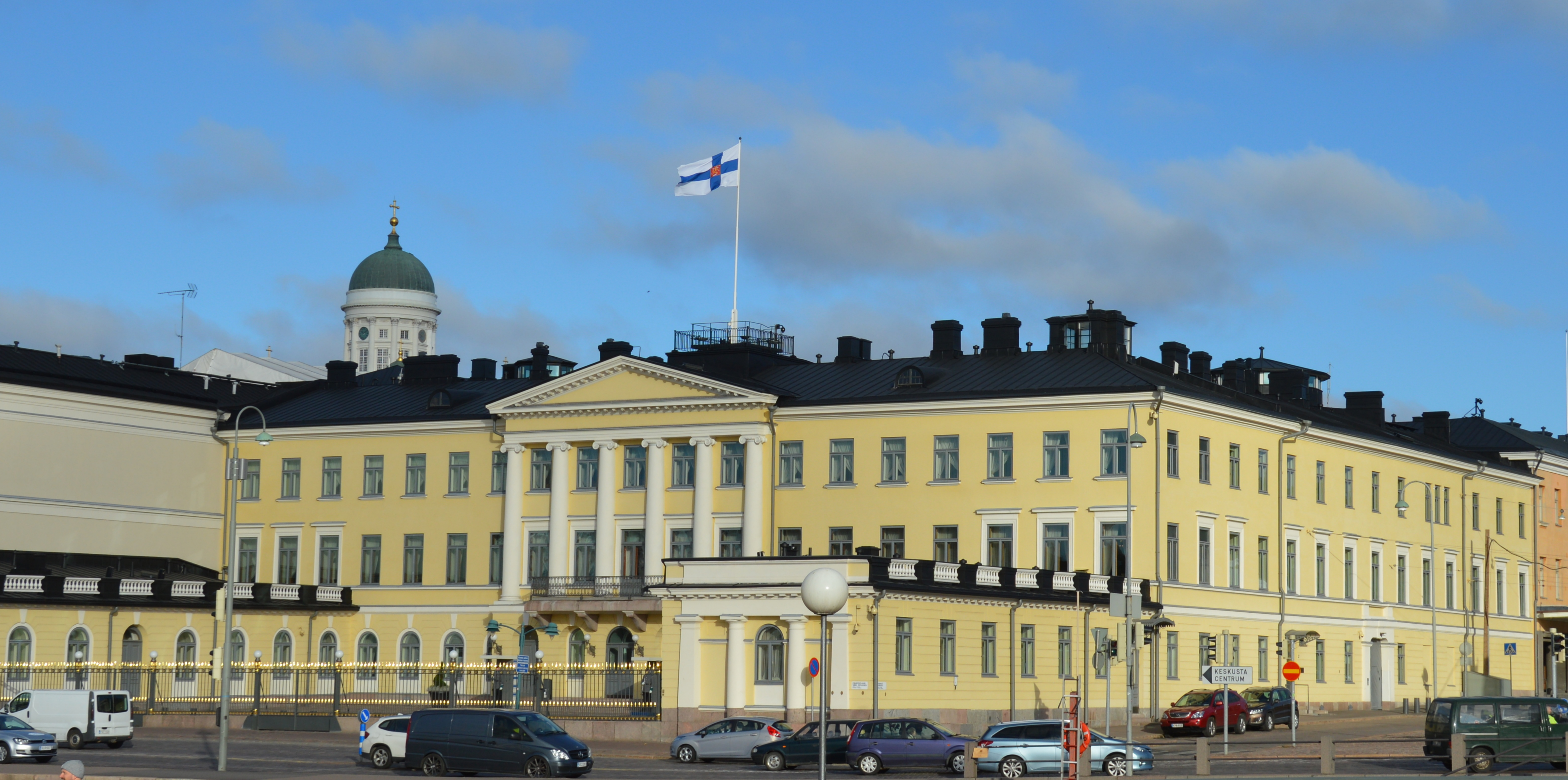
会议举办地点赫尔辛基芬兰总统府。

赫尔辛基此前曾是1975年赫尔辛基协议的签署地点。在这之后举行的一系列会议，为冷战期间西方集团和东方集团之间的对立降温。美国国家安全顾问约翰·博尔顿于2018年6月27日会见普京，讨论会议细节及其他双边议题。6月28日，白宫和克里姆林宫宣布会议地点定在赫尔辛基。
芬兰外交部称峰会为#HELSINKI2018，由芬兰总统绍利·尼尼斯托主持。峰会在芬兰总统府举行，是美俄两国领导人在2017年二十国集团汉堡峰会和越南亚太经合组织峰会上非正式会谈后首次正式会晤。特朗普宣布会议议题包括叙利亚问题和乌克兰危机。美国国务卿迈克·蓬佩奥会见了他的俄罗斯和芬兰同行谢尔盖·拉夫罗夫和蒂莫·索伊尼。
尼尼斯托在会晤当天和两国总统举行了双边会谈。当天早上，尼尼斯托携芬兰第一夫人燕妮·豪基奥在曼蒂涅米（Mäntyniemi）宅邸欢迎特朗普和美国第一夫人梅拉尼亚·特朗普。总统会谈期间，两位夫人共进午餐。
会议于中午1时许在总统府举行，尼尼斯托欢迎普京，接着是特朗普。美俄总统双边会谈在总统府哥特式大厅举行，双方只带口译员到场。会议过后，双方官员共进工作午餐。北约秘书长延斯·斯托尔滕贝格和前苏联领导人米哈伊尔·谢尔盖耶维奇·戈尔巴乔夫表示欢迎特朗普和普京会面。
2018年7月13日，会晤三天前，美国司法部副部长罗德·罗森斯坦宣布起诉12名参与2016年美国民主党全国委员会邮件泄密事件的俄罗斯格鲁乌成员，他们被控建立DCLeaks和Guccifer 2.0等虚假账户，利用比特币洗钱。起诉的时机致使即将举行的会议遭受更严密的审查，特朗普要和普京讨论选举干涉的压力也随之出现。彭博新闻社在峰会翌日报道，特朗普允许在峰会前夕宣布起诉，是希望增强他和普京谈判时的立场。
会议两天前，一众民主党参议员高级成员发表建议信，敦促特朗普不要和普京一对一会面，签名人包括少数党领袖查克·舒默、少数党党鞭迪克·德宾、情报委员会马克·沃纳、外交关系委员会羅伯特·曼南德茲、司法委员会黛安娜·范斯坦、军队委员会杰克·里德、拨款委员会帕特里克·莱希和银行委员会谢罗德·布朗。
特朗普在会议前接受CBS新闻采访，被问到美国最大的敌人是谁。他坦承俄罗斯在某些方面是敌人，但另外指出欧洲联盟是美国最大的贸易敌人。特朗普在会议早上发表推文称，俄罗斯和美国的关系“从未如此糟糕”。他归咎于美方的“愚蠢”，表示正在进行的特别顾问调查像是“猎巫”。俄罗斯外交部转发特朗普的信息，表示同意。特朗普还表示，他倾向于接受普京否认俄罗斯干涉，并称“普京总统说不是俄罗斯干的，我认为这没有任何理由。”

## 示威
芬兰广播公司报道，峰会期间预计会有10多场示威。7月15日，约2500名民众在赫尔辛基元老院广场参加人权示威。同时，民族主义政党正统芬兰人党的青年党员连同奥丁的战士成员共50人举行亲特朗普集会，欢迎特朗普到来。
7月16日出现了许多示威活动，其中有“拦住普京”、“赫尔辛基反对特朗普和普京”的集会，以及妇女权利、阿富汗人和反俄示威。保守党民族联合党青年党员表示会举行示威活动，反对特朗普的贸易政策和俄罗斯入侵克里米亚。

## 私人会晤
特朗普和普京私人会面了两个小时，全程没有助手或笔录在场，只有两人的口译在旁。原计划90分钟的会议持续了两个小时，会议之后是工作午餐。
会议议程并没有公布，事后也没有发表公报。部分议题在新闻发布会上被提及。次日，俄罗斯发表多份声明，表示峰会所达成的协议“形成了会议的描述，未经特朗普政府的确认或修改”。会议结束四天，国家情报总监丹·科茨表示不知道会议发生了什么。参议院少数党领袖查克·舒默表示“没有人知道讲了什么，很让人惊讶”。参议员珍妮·沙欣和众议员比尔·帕斯克雷尔要求特朗普的口译玛丽安·格罗斯到国会作证，众议员情报委员会高级成员亚当·希夫也要他接受委员会闭门质询。
会后的新闻发布会上，双方领导人阐明了他们的部分立场。在叙利亚战争的问题上，特朗普希望伊朗从叙利亚撤军，而普京没有承诺撤军。双方一致同意伊朗军队应该离开以色列-叙利亚边境，特朗普指出“为以色列创造安全的条件，是普京和我非常乐意看到的”。特朗普表示，他希望人道主义援助叙利亚，即便没有更广泛的和平对策，这和特朗普政府早期不向由俄罗斯支持、巴沙尔·阿萨德控制的叙利亚提供重建援助立场相悖。俄罗斯驻美国大使后来承认，叙利亚是会谈的主要问题，还包括“消除美国对众所周知的所谓选举干涉主张的担忧”。会后第四天，俄罗斯军方发言人表示已经美俄联合重建叙利亚、促进难民返回家园提出正式建议。
翌日接受福斯新闻频道采访时，普京表示两人并未就克里米亚问题达成共识。普京表示，他想要颇具争议的2014年克里米亞歸屬公投结果，即克里米亚成为俄罗斯一部分获得接受，坚称乌克兰永远不能加入北约。他表示，双方同意就延长2021年到期的新削减战略武器条约举行会谈，不过希望看到美国恪守条约的证据。他也希望就1987年中间核条约谈判。
会议翌日，俄罗斯军方发言人表示，俄罗斯准备落实赫尔辛基峰会达成的国际安全共识。声明表示，共识包括在叙利亚的合作以及延长新削减战略武器条约的讨论。峰会没有宣布共识，白宫和五角大楼发言人表示不了解新的协议。国家安全理事会发言人表示，双方同意各自的国家安全委员会跟进会议，讨论正在进行。除了继续讨论的协议外，双方没有承诺采取具体行动。发言人表示，他们也在审议普京对“网络组织”和反恐组织的建议。

## 联合记者会
私人会晤和工作午餐过后，特朗普和普京举行联合记者会。特朗普被问到他是否谴责俄羅斯干預2016年美國總統選舉，他表示异议，说普京否认此事 ：
|  | 美联社记者乔纳森·莱米尔：特朗普总统，先问您。刚刚，普京总统否认干涉2016年的大选。然而，美国情报机构总结称俄罗斯的确有过这样的行为。我问您的第一个问题是，您到底信谁？我的第二个问题是，您现在能不能在全世界的关注下告诉普京总统，谴责2016年发生的事情，希望他再也不要这样做。 特朗普：先说一句，我们刚刚有两种看法。你们这些人想知道联邦调查局为什么没拿过服务器。他们为什么不拿服务器？联邦调查局为什么被告知要离开民主党全国委员会的办公室？我一直想知道，几个月以来我不断在问，发布推特，在社交媒体上喊话。服务器藏在哪里？我也想知道服务器在哪，服务器到底说了什么。话虽如此，我也只能问问题了。我的手下来找我，丹·科茨找到我和其他人，说是俄罗斯在搞鬼。我跟普京总统说了，他说了这不关俄罗斯的事。我想说，我没看到这件事为什么会发生的原因。不过，我真想看看服务器，我对双方都有信心......我很相信我的情报人员，但我会告诉你，普京总统今天的否认非常强势而且强有力，他所做的是令人难以置信的提议。他提议处理案件的人和他们的调查人员一起合作，他们就12个人。我认为这是个令人难以置信的提议。可以不？谢谢你。 |

路透社记者杰夫·马森（Jeff Mason）问普京是不是希望特朗普赢得2016年大选，有没有指示官员那样做。普京的回复是：“没错。因为他讲过要让美俄关系正常化”。这恰好和特朗普发过的一条推文相矛盾，推文写道：“我非常担心俄罗斯非常努力地对即将到来的选举带来影响。基于这样的事实，没有总统对俄罗斯的态度比我还要强赢得了，他们会非常努力地推动民主党人。他们绝对不想要特朗普！”白宫之后公布的官方笔录省略了梅森和普京之间的所有对话。
被问到俄罗斯是否拥有特朗普妥协的材料，普京笑了，并谈到访俄商人的数目，没有直接回答问题。特朗普认为，如果有这样的材料，“很久以前就出来了”。

## 后续

### 各方反应
美国两党纷纷批评这次会议。批评声音集中在特朗普默认接受普京否认俄罗斯干预2016年美国大选，从而反驳美国情报界的发现，和三天前12名俄罗斯格鲁乌特工于正在进行的特别顾问调查中被定罪形成鲜明对比。美国媒体评价几近负面，其中甚至有来自一般支持总统的福斯新闻频道评论员。欧洲媒体对峰会的报道大体上负面，俄罗斯欢欣鼓舞，中国保持缄默。
民主党普遍谴责特朗普的表现。众议院少数党领袖南希·佩洛西说这“对美国来说是悲伤的一天”。珍妮·沙欣率领的民主党参议员要求参与私人会晤的美国口译员玛丽娜·格罗斯（Marina Gross）到参议院外交关系委员会接受质询。沙欣补充道，如果政府要行使行政特权，“我们就需要找其他的办法了解情况”。参议员查克·舒默表示“我们要尽快举行听证会”，他掌握着出席赫尔辛基峰会的特朗普国家安全小组成员，包括迈克·蓬佩奥的证词。NBC新闻报道，“重点参议员正准备在俄罗斯和朝鲜问题上审问”彭佩奥，而彭佩奥在2018年7月18日参议院外交关系委员会听证会上讨论这次峰会时，向参议员作简要介绍时“脾气暴躁”。外交关系委员会地位最高的新泽西州民主党参议员羅伯特·曼南德茲认为，“如果政府不愿意就国家安全问题和委员会进行磋商，以一种有意义的方式，我们就要考虑使出恰当的回应手段了”。此前形容“大坝已崩溃”的委员会的共和党主席鲍伯·寇尔克表示，“在盘问北约发生了什么，赫尔辛基发生了什么的事情上，我不会对机构内的任何人采取低姿态”。
国会中的部分共和党人猛烈抨击特朗普。参议员鲍勃·寇尔克称特朗普“认为我们看上去很容易糊弄”，参议员本·萨斯说特朗普的言辞“奇怪，完全错误”，参议员蒂姆·斯科特认为“那一天是大后退”。其他人，包括保罗·莱恩和米奇·麦康奈尔重申支持美国情报界，没有直接谴责特朗普。长期支持特朗普的纽特·金里奇表示特朗普有关美国情报界的说辞是“他任期中最大的错误，必须纠正——马上地”。2008年和2012年大选共和党候选人、前州长米特·罗姆尼及参议员约翰·麦凯恩抨击特朗普。罗姆尼说特朗普站在普京一边，而不是美国情报机构一边是“可耻的，危害我们的民主原则”，麦凯恩说会议是“美国总统史上最糟糕的表现之一”。
共和党参议员兰德·保罗是参议院中唯一一把支持特朗普的声音，表示特朗普应该受到“赞扬，而不是贬损”，因为他“愿意和对手见面，保护我们免受第三次世界大战的侵害”。多名众议院共和党议员也表示支持。
峰会结束后不久，美国有线电视新闻网报道称特朗普“感到震惊的助手们想知道出了什么问题”，“公开承认他们不知道如何回应的问题”。报道引述参与峰会的一名官员，表示“这不在计划中”。《华盛顿邮报》和《华尔街日报》后来报道称，在峰会前夕被制定的用来应对普京的计划很周全，一名官员表示给特朗普的计划是在私人会谈和新闻发布会上“当着普京的脸推翻（穆勒对12名俄罗斯人的起诉），对此事表现得硬气”，但特朗普“反其道而行之”。
2018年7月18日，在白宫记者会上，莎拉·桑德斯谴责白宫新闻团队对俄罗斯和特朗普之间所谓的关系“大规模媒体歇斯底里”，表示媒体“完全失控”。这距离特朗普在2018年布鲁塞尔北约国家首脑会议
记者会上拒绝回答美国有线电视新闻网记者吉姆·阿科斯塔的提问，还说有线电视新闻网报道“假新闻”没过几天。当桑德斯选择“继续”回答NBC首席记者哈莉·杰克逊的质询时，白宫新闻团队统一了他们的努力。
《纽约时报》、《时代杂志》和《纽约客》杂志嘲笑特朗普和此次会议.。《纽约时报》网站的评论页面贴上了由比尔·普林顿制作的特朗普和普京同性恋的卡通图像；《时代杂志》封面刊登了特朗普和普京混合的头像；《纽约客》杂志封面恶搞了特朗普2015年6月15日站在自动手扶梯上宣布参选的场面，死掉变扁的特朗普面朝下地在手扶梯底部躺着，还不忘“竖起大拇指”。
电视评论员批评特朗普和会议。为四名总统，包括罗纳德·里根做过顾问的大卫·格根表示，“我从未听过那样说话的美国总统，不过我认为当他和普京这样的暴徒，世界级的暴徒站一起时，倒是真的，他一次又一次地和他站在一起，危害着自己的国家利益。”晨间节目《Fox & Friends》，特朗普经常看的，也批评特朗普的表现。联合主持布莱恩·吉米德直截了当的和总统讲，“我会这样和总统讲，当纽特·金里奇，当杰克·基恩将军，当马特·施拉普说总统看不起，说我们的情报设备很不堪的时候，是时候要关注了。”MSNBC采访水门事件检察官吉尔·韦恩-班克斯时，他表示俄罗斯试图插手对她来说，和“古巴导弹危机或者九一一恐怖袭击同样严重”，会议遭受的唾骂，“和珍珠港事件或水晶之夜一样多”。前国家安全顾问苏珊·赖斯表示，美俄峰会是大错误，列举了多个原因，再开任何会议为时尚早。
保守派评论员在新闻中公开为总统辩护。福斯新闻评论员肖恩·汉尼提认为，峰会翌日是美国媒体史上“最糟糕”的一天。电台主持马克·莱文怀疑抨击特朗普在会议上表现的批评出自“假媒体”之手，不管特朗普说了或做了什么都会批评，是一群“心理变态”，引起拉什·林博后来在他的iHeartRadio节目中批评。

### 特朗普方面
翌日，特朗普当众宣读一封事先准备好的声明，表示他在记者会上错误地用了“会”（would）这个词，其实他是想说“不会”（wouldn't），承认俄罗斯试图干涉2016年大选，否认特朗普和俄罗斯的勾结。期间他停下，插话说“也可能是其他人。很多人都在那里。”之前，特朗普多次被问到俄罗斯要不要负责任，而在多个场合中，当他承认俄罗斯有责任时，会说其他国家也可能搞鬼。美国情报界一致认为俄罗斯要为黑客行为负责任，三大情报部门“非常相信”俄罗斯的干预是普京亲自下令的。后来，特朗普在推特表示批评他的人宁愿想和俄罗斯打仗，也不要看到他和普京在一起。
在峰会结束第三天的采访中，特朗普告诉CBS新闻，他坚持认为普京个人要为俄罗斯干涉大选负责。据报道，特朗普让国家安全顾问约翰·博尔顿邀请普京访问华盛顿，继续在赫尔辛基开始的对话。在推文中，特朗普表示他期待第二次会见普京，“这样我们便能开始实行我们在赫尔辛基谈论过的事情”。

### 俄罗斯审讯美国人的可能性
在和普京的联合记者会上，特朗普表示“（普京）提出了一个令人难以置信的提议，他提议让（特别顾问调查的）人们和他们的调查员就12人（在美国被定罪的俄罗斯人）合作。我认为这是个令人难以置信的提议。”特朗普没有提到普京提议的交换条件，就是俄罗斯人要审讯11位美国公民。两天后，白宫新闻秘书莎拉·桑德斯确认普京和特朗普讨论过俄罗斯官员审讯前美国驻俄罗斯大使邁克爾·麥克福爾、普京批评者比尔·布劳德等人的可能性，以换取特别顾问调查团调查员审讯12名在美国被定罪的俄罗斯人。桑德斯在记者会上表示，“总统会和他的团体合作，如果有这方面的公告，我们会通知你们。”国务院发言人希瑟·奈特称俄方的提议“绝对荒谬”。批评者抨击特朗普甚至考虑将一名美国外交官交给境外敌对势力的质询。随着共和党控制的参议院准备就一项反对普京提议的决议投票，桑德斯表示特朗普“不同意”普京的提议。最终，参议院以98-0的比数，通过了不提供任何现任或前任外交官及其他政府官员给俄方审讯的“参议院共识”无约束力决议。

## 图集

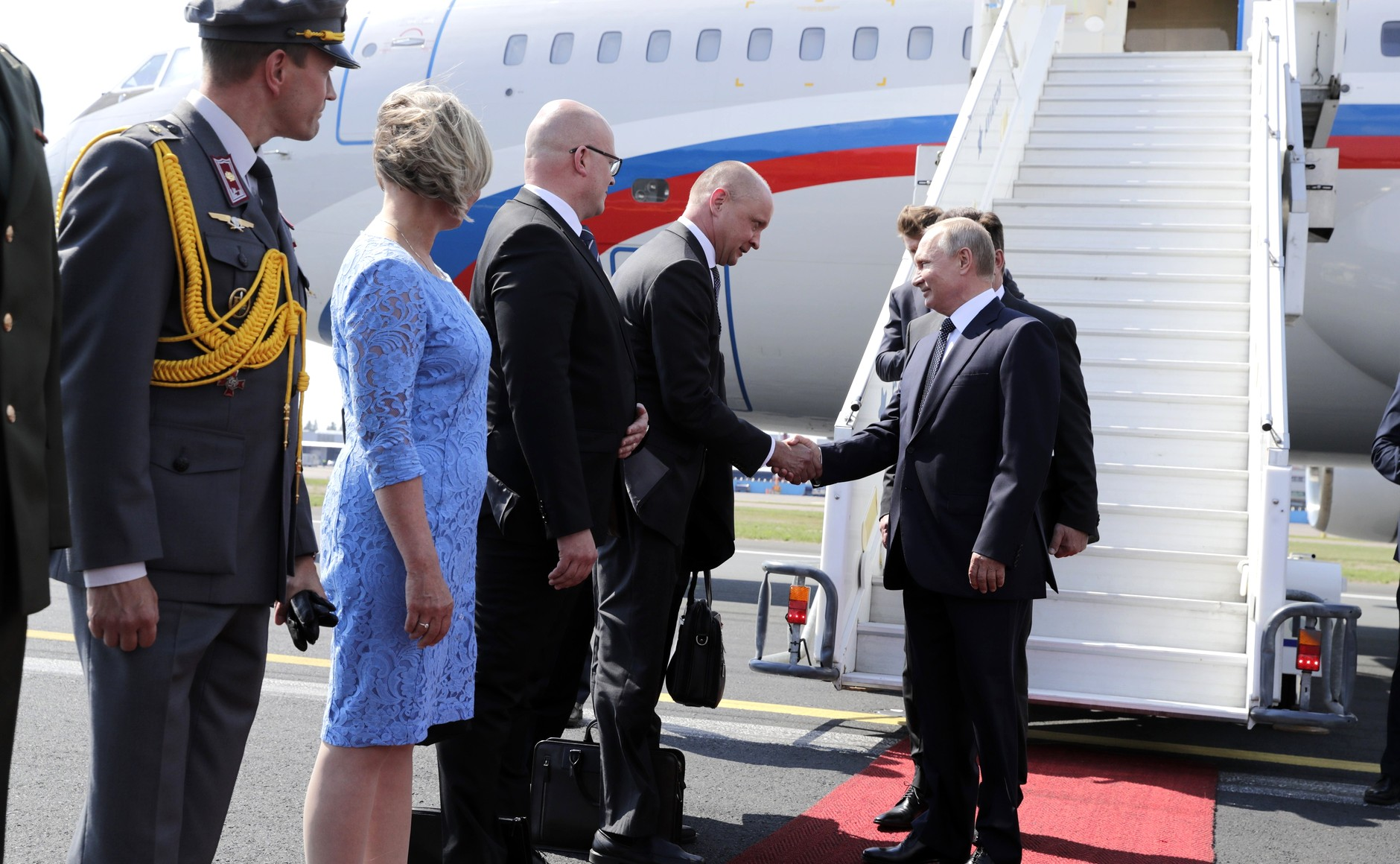
普京抵达赫尔辛基
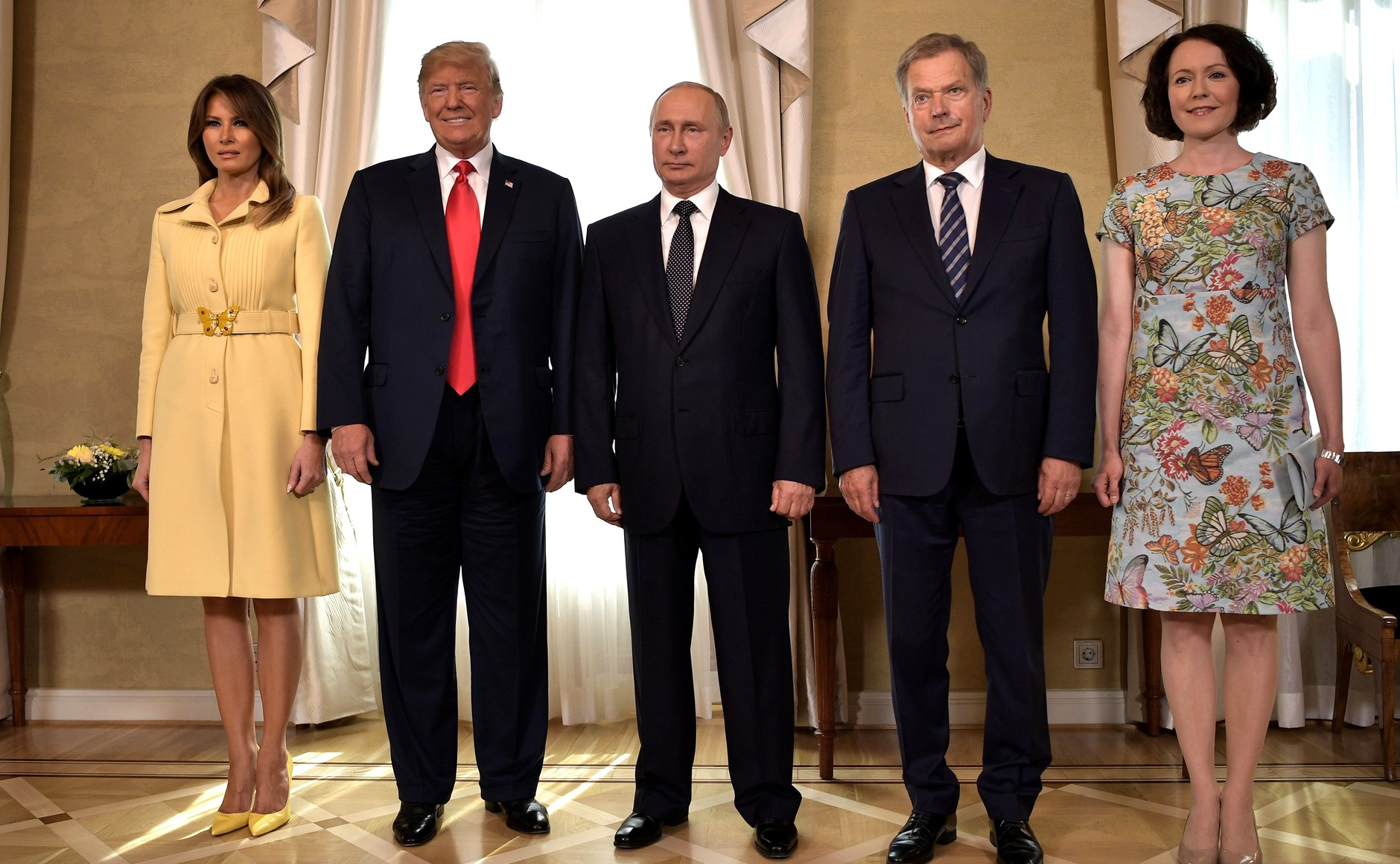
各方合照，左起：美国第一夫人梅拉尼娅·特朗普、美国总统唐纳德·特朗普、俄罗斯总统弗拉基米尔·普京、芬兰总统绍利·尼尼斯托和芬兰第一夫人燕妮·郝基欧
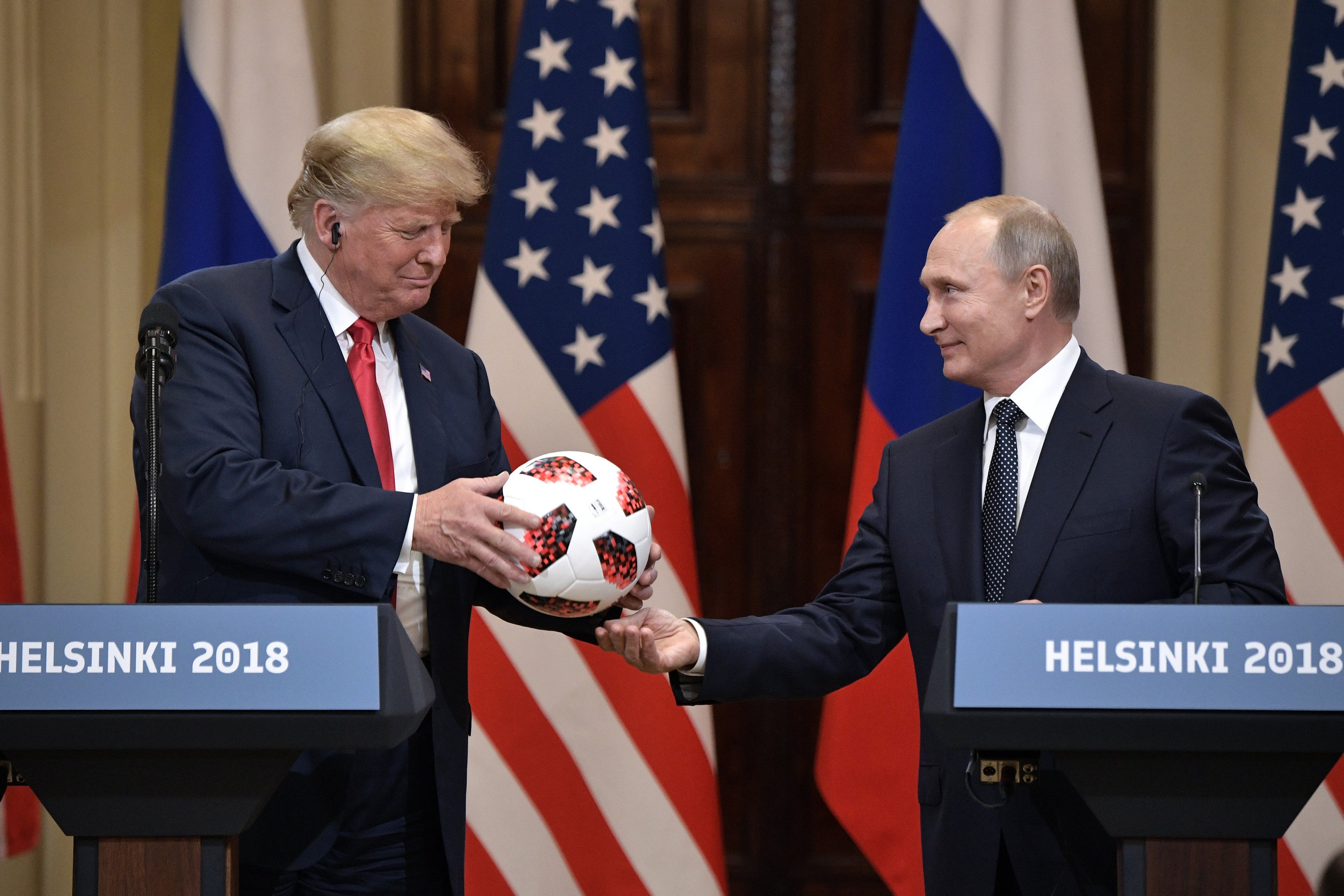
普京向特朗普赠送2018年世界杯足球赛官方用球电视之星 18。

## 延伸阅读
- Kimmage, Michael. . Foreign Affairs. 2018-07-11  [2018-08-06]. （原始内容存档于2021-01-04）.